# Páramo de Santurbán
Páramo Santurbán es un macizo montañoso, conocido geográficamente también como "Nudo de Santurbán", que contempla una amplia región natural, de ecosistema montano intertropical, con ubicación en los departamentos colombianos de Santander y Norte de Santander.

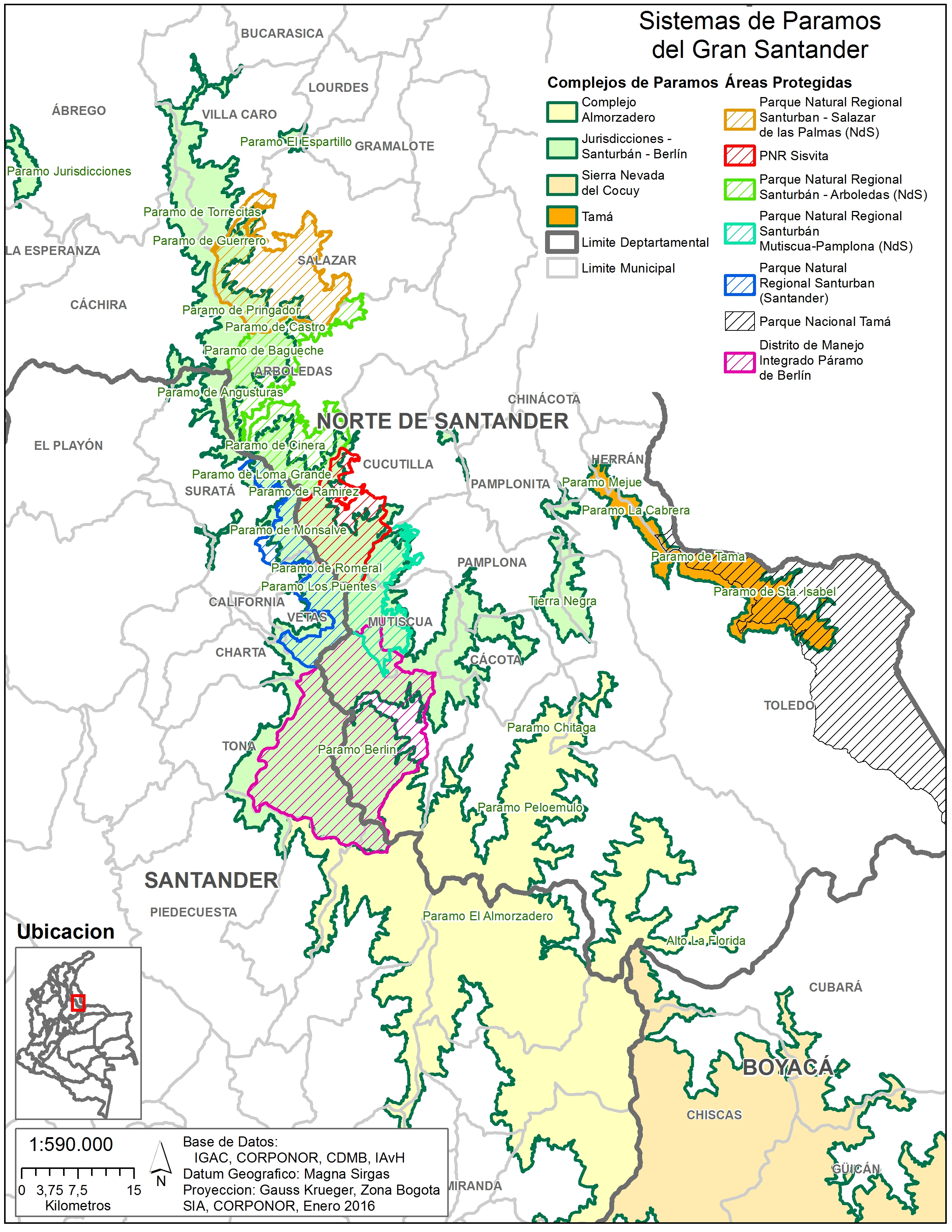
Santurbán dentro de los páramos del Gran Santander

 El páramo se destaca por la diversidad y belleza de su fauna, así como por su importancia ecológica, en el que nacen varias fuentes hídricas que abastecen de agua a poblaciones y ciudades de la región. Los páramos en Colombia están protegidos constitucionalmente (Artículos 9, 79, 80, y numeral 8 del Artículo 95 de la Constitución de Colombia de 1991), y según lo establecido en los artículos 1, 2, 3 y demás subsiguientes del  Decreto 2811 de 1974 (Código Nacional de Recursos Naturales Renovables y de Protección al Medio Ambiente), y en específico por el artículo 1 de la Ley 99 de 1993, numeral 4, que define dentro de los Principios Generales Ambientales que "Las zonas de páramos, subpáramos, los nacimientos de agua y las zonas de recarga de acuíferos serán objeto de protección especial."
El páramo de Santurbán ha ocupado la atención de la opinión pública regional y nacional debido a un conflicto minero ambiental que vive en estos últimos años donde quieren explotar el paramo santurban , la población indígena que ha estado en el paramo los últimos 500 años son los guaranis(actualmente guarguatis) dónde en la actualidad quedan muy pocos miembros actualmente el que está a la cabeza defendiendo el paramo de su explotación es el líder social y político Brayan guarguati tatara nieto de Jorge lV guarguati quien fue el poseedor de más tierras.

## Localización y extensión

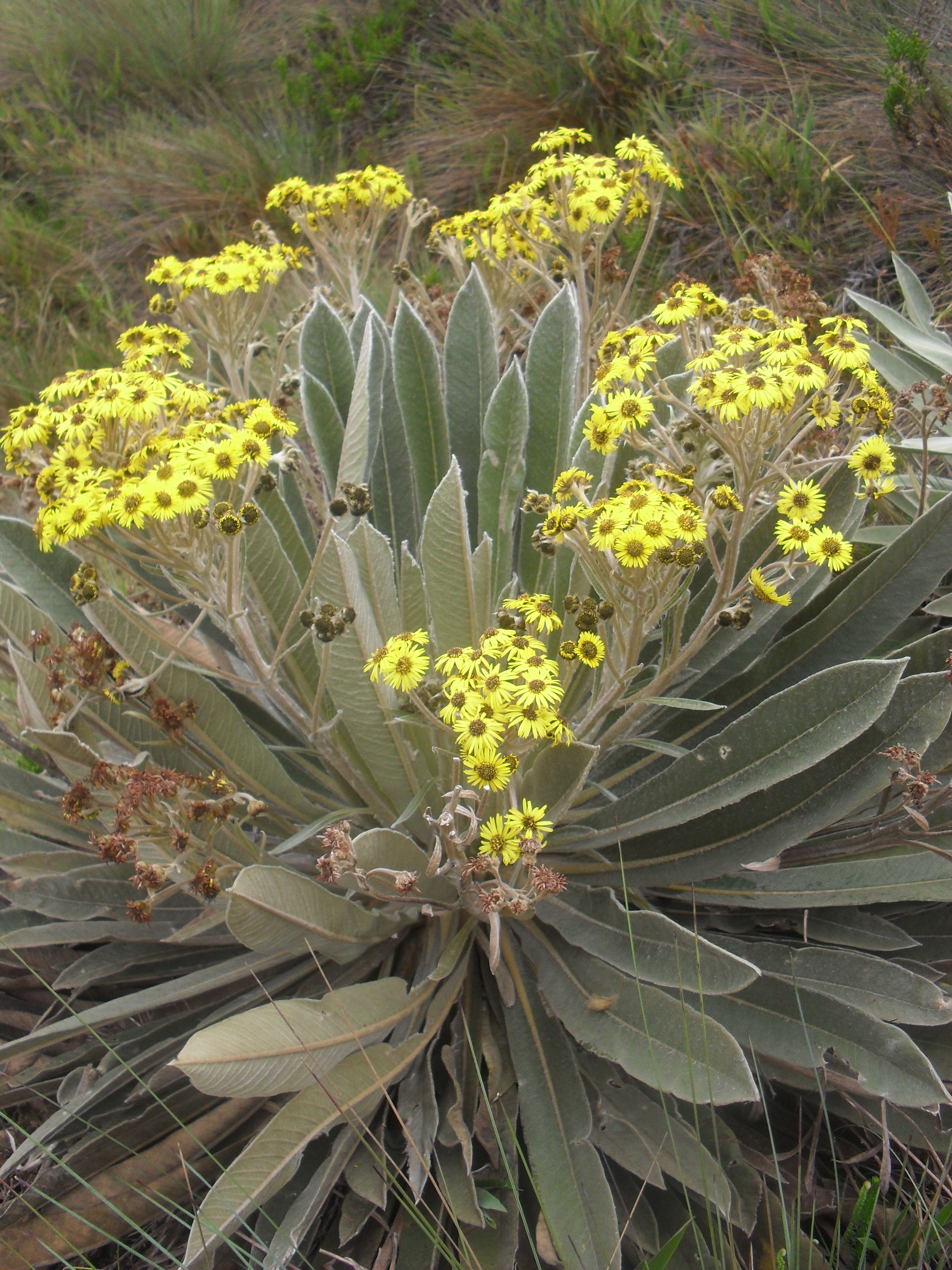
Frailejon (Espeletia sp.)

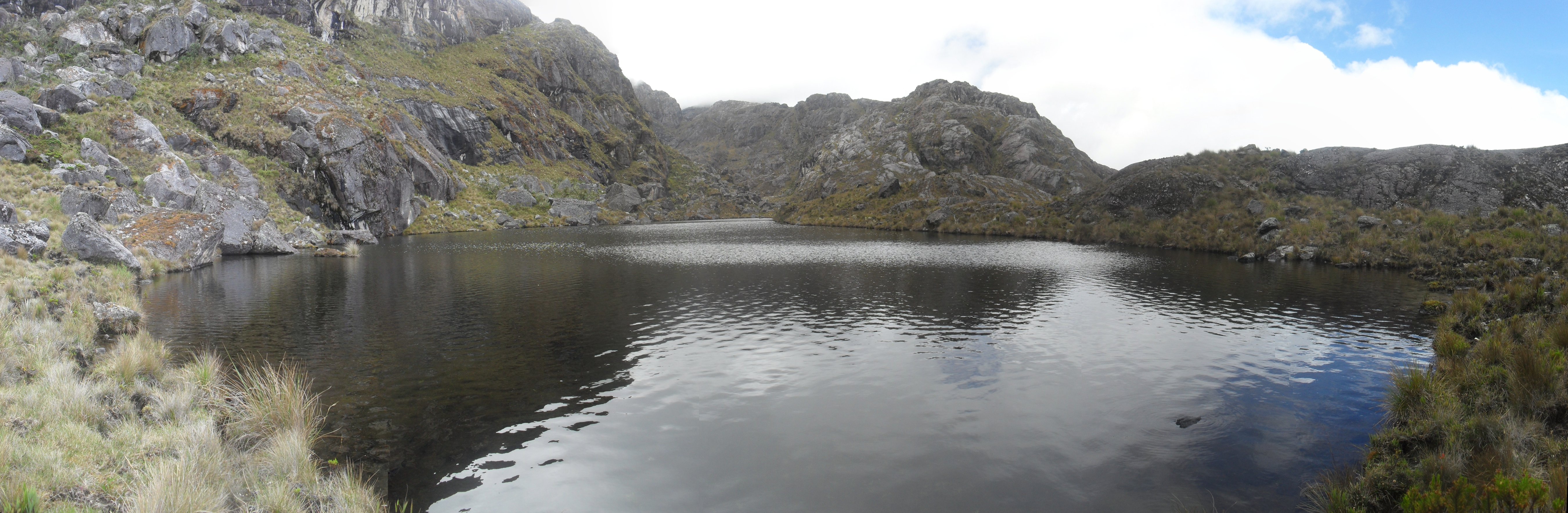
Laguna El Toro - Sisavita

El complejo de páramos Jurisdicción, Santurbán, Berlín (CPSJB) se ubica entre los departamentos de Santander y Norte de Santander. Posee una extensión aproximada de 142.000 hectáreas, entre los 2.800 y 4290 m s. n. m. Alrededor de 28% del terreno se encuentran en el departamento de Santander y un 72% en Norte de Santander. Dentro del área destacan:
- El parque natural Regional Páramo de Santurbán (11.700 hectáreas en Santander)

- El DMI Páramo de Berlín (44.273 hectáreas compartidos entre Santander y Norte de Santander), y
 
- El Complejo Lagunario del Norte con un total de 40 lagunas, entre las que se encuentra la “Laguna Brava” (municipios de Arboledas y Salazar de Las Palmas en Norte de Santander), 39 hectáreas de lámina de agua, convirtiéndose en la laguna más extensa de la Unidad Biogeográfica de Santurbán.
- El parque natural Regional Sisavita (12.248 hectáreas en Norte de Santander)

- El parque natural Regional Santurbán - Salazar de las Palmas (19.088 hectáreas en Norte de Santander)

- El parque natural Regional Santurbán - Arboledas (21.878 hectáreas en Norte de Santander)

- El parque natural Regional Santurbán Mutiscua-Pamplona (9.389 hectáreas en Norte de Santander)

Incluye localidades como Los Bueyes, Pringador, Guerrero, San Pedro, Torrecitas, Salazar, Cáchira, Jurisdicciones, El Páramo, Pescadero, Jordán, Santurbán, Terrecillas, Cunta, Fontibón, Los Puentes, Picachos, Romeral, Monsalve, El Viejo, Tasajera, Arboledas, Cachirí, Tierra Negra, Loma Grande, Ramírez y Cinera.

Municipios que forman parte Santurban según el Instituto Humboldt 

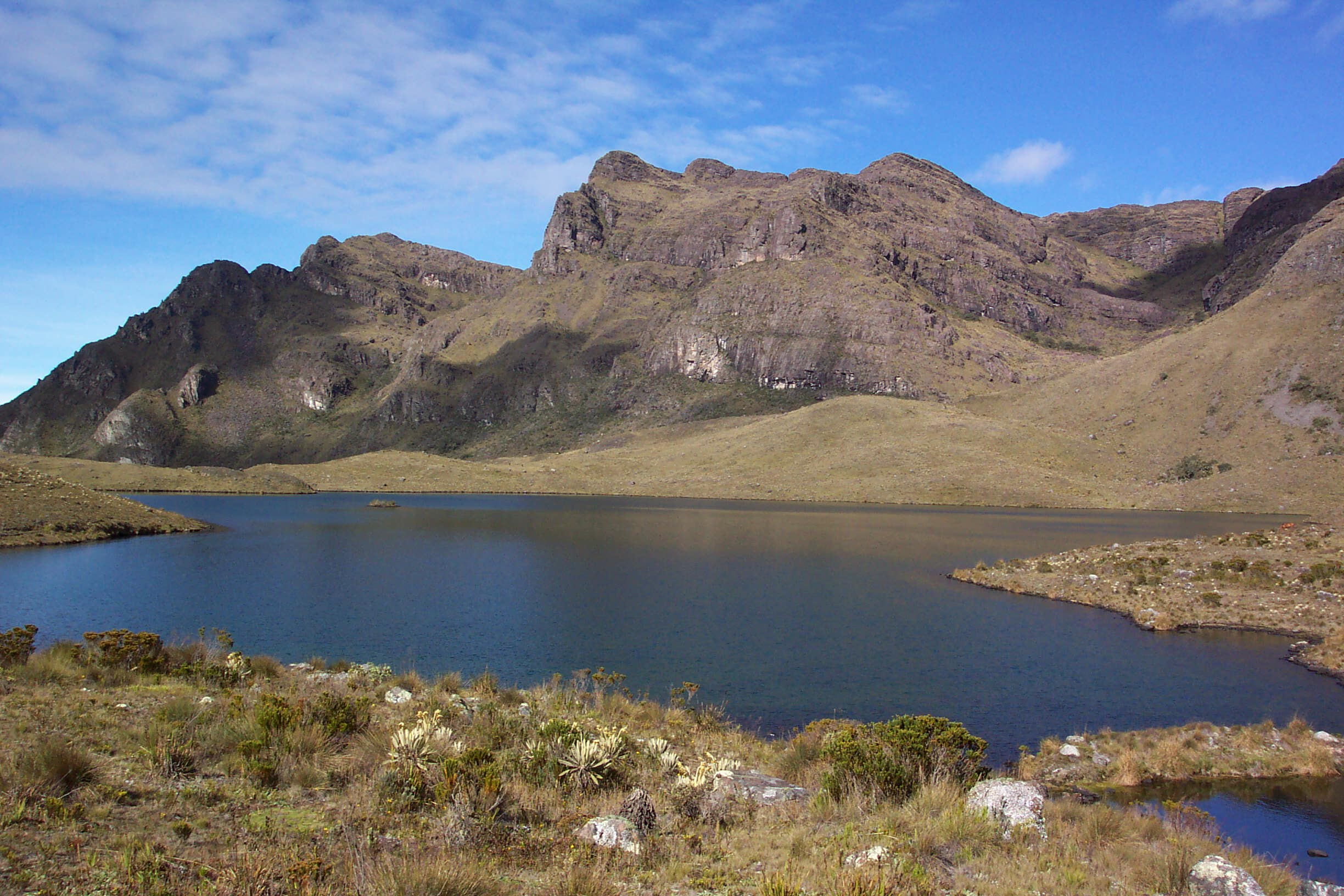
Laguna Brava, Municipio de Arboledas

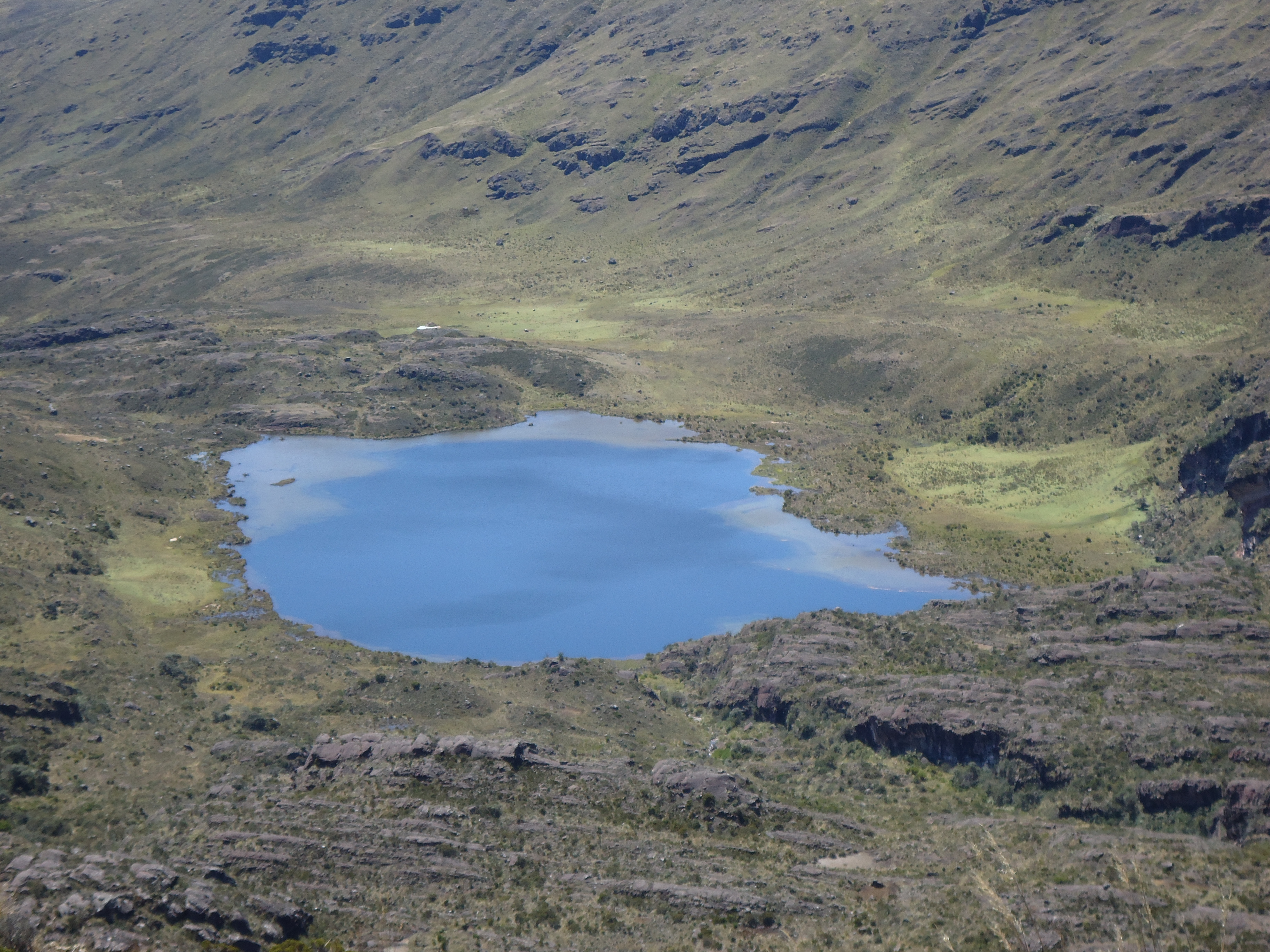
Laguna Casadero, Municipio de Arboledas

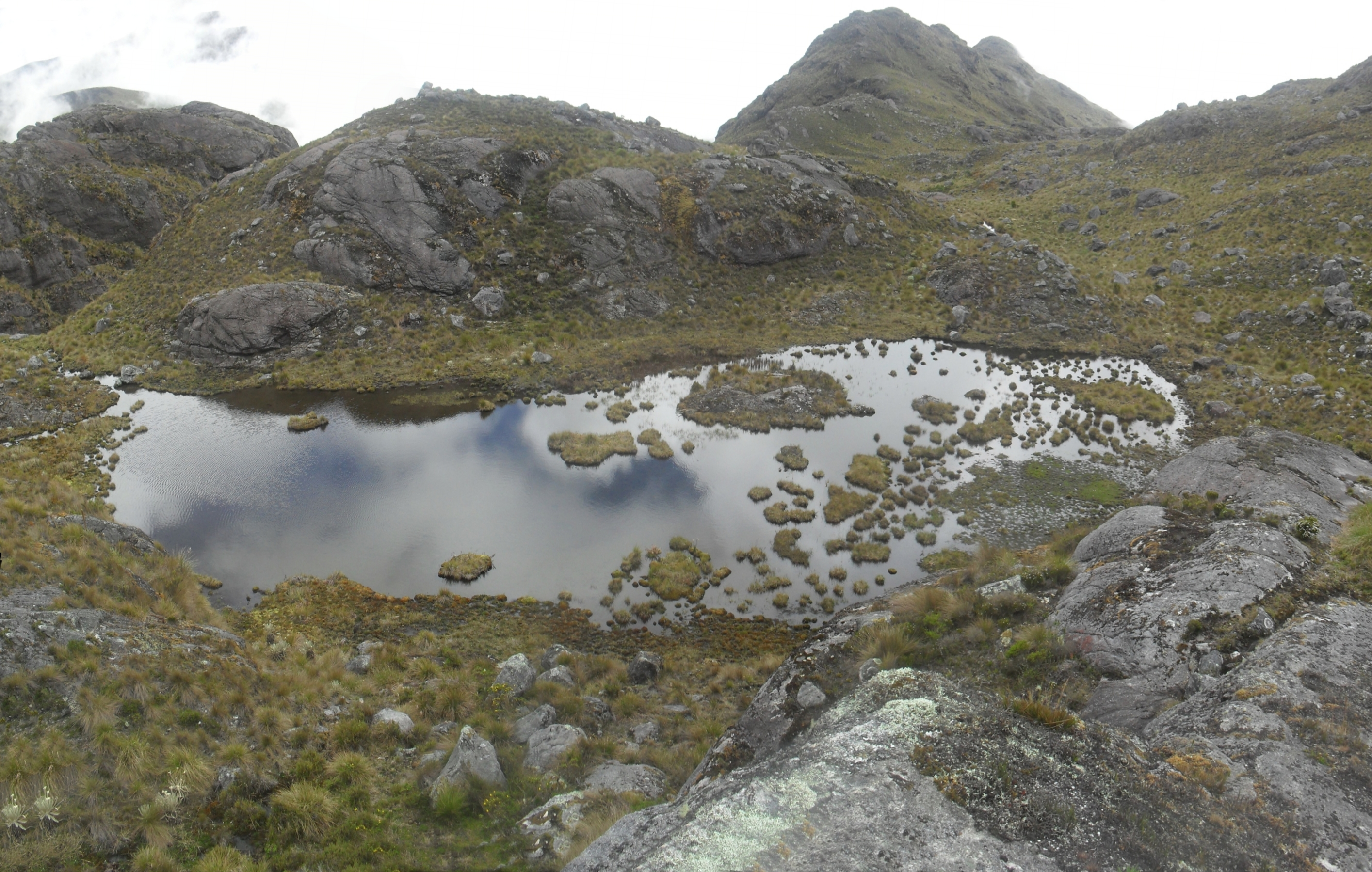
Laguna La Vaca - Sisavita

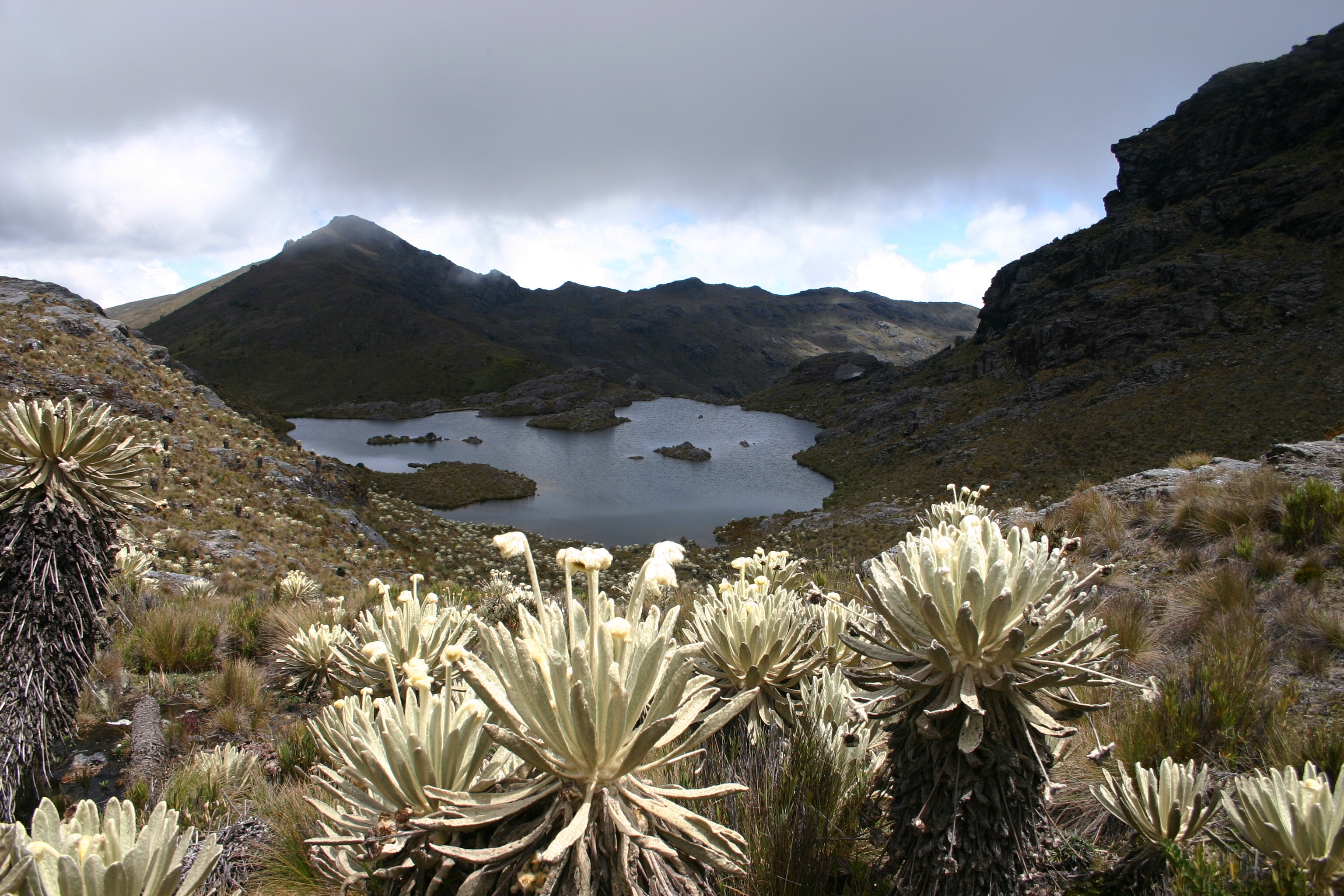
Laguna Verde, Límite Municipios Silos y Mutiscua

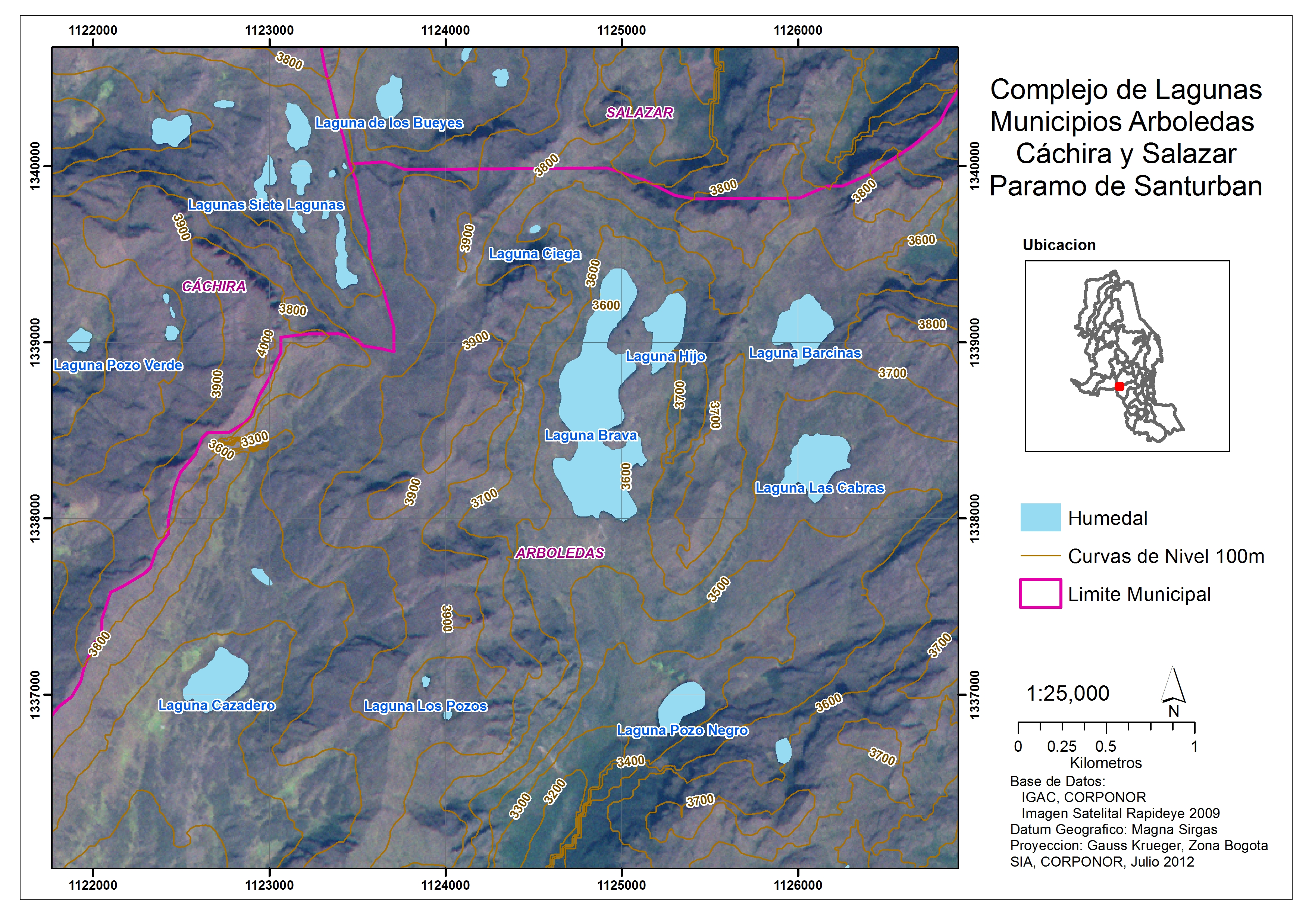
Complejo de Lagunas Arboledas-Salazar-Cachira

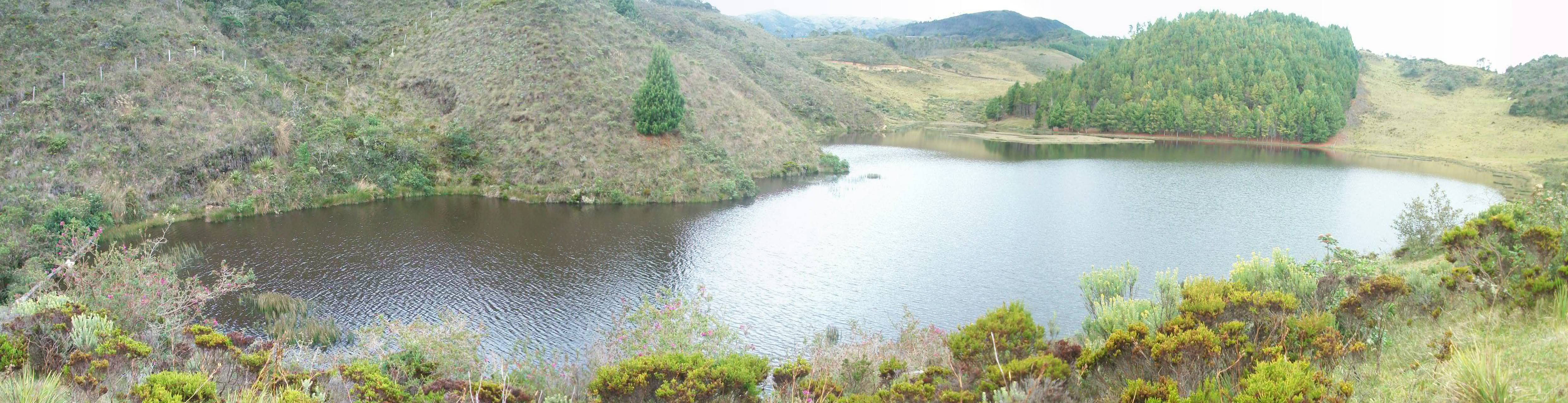
Laguna de Cácota, Vereda Mata de Lata, Municipio de Cácota

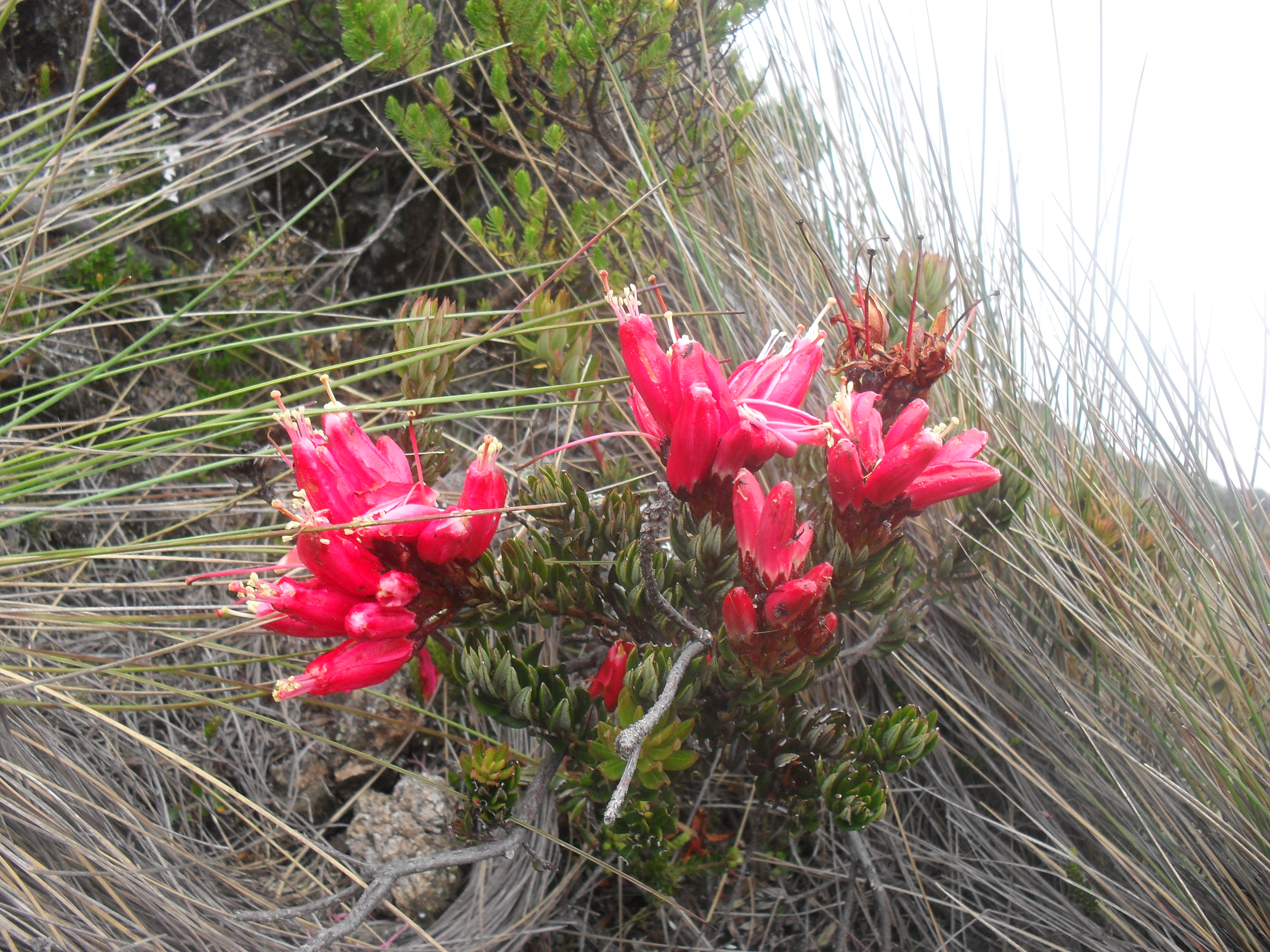
Pegamosco o Carbonero (Bejaria Resinosa). Planta medicinal usada para tratar el Asma

 y partiendo de una cota de 2800m.
| Departamento       | Municipio                | Área Páramo en ha | Área Municipio ha | % Páramo |
| Norte de Santander | Ábrego                   | 2,963             | 138,267           | 2,1%     |
| Norte de Santander | Arboledas                | 11,879            | 45.846            | 25.9%    |
| Norte de Santander | Bochalema                | 147               | 17.576            | 0,8%     |
| Norte de Santander | Bucarasica               | 25                | 27,042            | 0,1%     |
| Norte de Santander | Cáchira                  | 9,236             | 61,674            | 15,0%    |
| Norte de Santander | Cácota                   | 4,739             | 13,963            | 33,9%    |
| Norte de Santander | Chinacota                | 136               | 16,668            | 0,8%     |
| Norte de Santander | Chitagá                  | 563               | 118,558           | 0,5%     |
| Norte de Santander | Cucutilla                | 9,979             | 25,947            | 27,0%    |
| Norte de Santander | Gramalote                | 141               | 14,950            | 0,9%     |
| Norte de Santander | La Esperanza             | 27                | 64,460            | 0,0%     |
| Norte de Santander | Labateca                 | 2,471             | 25,622            | 9,6%     |
| Norte de Santander | Lourdes                  | 71                | 8,902             | 0,8%     |
| Norte de Santander | Mutiscua                 | 10,675            | 15,980            | 66,8%    |
| Norte de Santander | Pamplona                 | 7,228             | 29,840            | 24,2%    |
| Norte de Santander | Pamplonita               | 748               | 16,983            | 4,4%     |
| Norte de Santander | Salazar                  | 6,590             | 49,188            | 13,4%    |
| Norte de Santander | Silos                    | 20,457            | 31,837            | 64,3%    |
| Norte de Santander | Toledo                   | 588               | 147,475           | 0,4%     |
| Norte de Santander | Villa Caro               | 8,382             | 39,838            | 21,0%    |
|                    | Total Norte de Santander | 97,045            |                   |          |
| Santander          | California               | 1,016             | 4,489             | 22,6%    |
| Santander          | Charta                   | 1,188             | 12,587            | 9,4%     |
| Santander          | El Playón                | 90                | 45,550            | 0,2%     |
| Santander          | Guaca                    | 1,235             | 30,380            | 4,1%     |
| Santander          | Matanza                  | 242               | 11,105            | 2,2%     |
| Santander          | Piedecuesta              | 2,074             | 48,512            | 4,3%     |
| Santander          | Santa Bárbara            | 4,276             | 18,024            | 23,7%    |
| Santander          | Suratá                   | 9,629             | 36,455            | 26,4%    |
| Santander          | Tona                     | 18,787            | 37,148            | 50,6%    |
| Santander          | Vetas                    | 7,028             | 9,224             | 76,2%    |
|                    | Total Santander          | 45,565            |                   |          |
|                    | Total General            | 142,610           |                   |          |

## Contexto del área
El Complejo de Páramo de Santurbán se encuentra en la Cordillera Oriental de los Andes colombianos, conectado directamente con los complejos de Páramo Almorzadero, Cocuy, Pisba y Tota-Bijagual-Mamapacha. Es un sitio estratégico como reserva natural y zona de recarga y regulación de agua, clave para el desarrollo regional de los dos Departamentos Santander y Norte de Santander. 48 municipios colombianos se abastecen con agua proveniente de Santurbán, 15 en Santander y 33 en Norte de Santander, con una población total de 2.3 Millones de personas. Además, el agua que baja desde Santurbán es el afluente más importante para el Lago Maracaibo en Venezuela.
En el parque ubicado en Norte de Santander (Colombia), Santurbán es proveedor de agua para la central termoeléctrica Tasajero, para los acueductos de Cúcuta y su área metropolitano, para el cultivo de miles hectáreas de café, para el distrito de riego del Zulia con 10.000 ha de arroz en producción, y para la futura ampliación de la fase II de Termotasajero y el embalse multipropósito del Cínera. En la parte de Santander, Santurbán provee agua para todos los desarrollos económicos del Área Metropolitana de Bucaramanga, así como para la industria minera del sector.
Además, el complejo de Santurbán posee una alta riqueza en flora, fauna y microbiota y ofrece paisajes andinos potenciales para el turismo.

## Descripción del área

### Clima
El clima típico del páramo se caracteriza por ser frío a extremadamente frío con moderadas a abundantes precipitaciones, temperaturas mínimas por debajo de 0 °C y máximas que superan los 15 °C. La humedad relativa se mantiene generalmente alta (por encima de 83%) y a nivel promedio mensual rara vez baja del 73%. El régimen de precipitación es bimodal, con periodos de alta precipitación entre los meses de abril-mayo y septiembre-noviembre aproximadamente, con valores que varían entre 700mm anuales (Sector Páramo Berlín) y 2.000 mm (Sector Páramo Loma Grande) Referencia trece.

La evaporación en superficie libre (lagunas, pantanos, corrientes de agua), está alrededor de los 900 mm anuales, de acuerdo con registros existentes. Los cálculos de evapotranspiración potencial dan relativamente bajos, con valores alrededor de los 700 mm anuales, por lo cual aun con bajas precipitaciones, el clima de los páramos se clasifica como moderadamente húmedo y ligeramente húmedo.

### Biodiversidad
La riqueza del área se fundamenta en su paisaje de pajonales, de rocas sólidas que bordean el complejo de lagunas, la variedad de especies florísticas y de la fauna específica de este bioma, la conexión internacional con Maracaibo, su posición geográfica refuerza el valor hídrico, en primer lugar por las lluvias y por los numerosos ríos se originan en el área del páramo, las cuales se convierten en escorrentía superficial o recargan los acuíferos de los valles intermontanos y el piedemonte de la cordillera.
En la mayor parte de la cordillera Oriental sector sur del Silos  y Mutiscua en Norte de Santander, y el sector de los Municipio Guaca, Tona, Charta, Vetas, California y Surata en Santander, el páramo propiamente dicho ha sido objeto de una explotación extensiva para pastoreo de vacunos y ovinos. Esta práctica, junto con las quemas periódicas que le son propias, ha ocasionado una disminución de la diversidad florística del páramo y, sobre todo, la destrucción de las briofitas (musgos) y de las plantas macollosas, dando paso a comunidades más simples, conformadas especialmente por especies fotófilas y xerófilas. Para el caso de Arboledas y Cucutilla las condiciones no han sido tan intervenidas como en el caso anterior. Aunque la estamos destruyendo poco a poco.

#### Flora
El páramo es muy rico en musgos, los cuales, en muchas partes, forman un espeso colchón de gran importancia para la regulación hídrica de las cuencas hidrográficas. Entre los principales se mencionan: Sphagnum magellanicum, S. cuspidatum, S. oxyphyllum, S. cyclophyllum, Breutelia allionii, B. chrysea, Gongylanthus granatensis, G. innovans, Adelanthus linderbergianus, Anastrophyllum spp., Telaranea nematodes y otros. La cobertura de musgos aumenta en las depresiones y en los páramos húmedos, para el sector de influencia del parque natural regional Sisavita.
La vegetación del páramo en las morrenas está distribuida y compuesta principalmente por plantas vasculares. Un arbusto rastrero de la familia Ericaceae, Pernettya prostrata domina localmente. Las especies más comunes son Agrostis sp, A. Haenkeana, Bartsia sp., Diplostephium colombianum, Draba litano, Jamesonia goudotii, Lachemilla tanacetifolia, Luzula cf. Racemosa, Lycopodium crassum, Orithrophium cocuyense, senecio guicanensis, Poa spp., Bryum genucaule, Cora pavonia (Liquen), Polytrichum juniperinum (Musgo), etc. Todas las especies mencionadas están también presentes en pendientes atmosféricamente húmedas del páramo bajo y muchas de ellas localmente también en la parte alta del páramo graminoide.
En la zona de transición o subpáramo se encuentra una importante formación especialmente conformada por la familia Compositae (Asteraceae), con bosquecillos de Eupatorium, Ageratina tinifolium. Son abundantes, además de las Briófitas, comúnmente asociadas con plantas vasculares, Aragoa lycopodioides, Baccharis spp., Centropogon ferrugineus, Diplosthephium spp., Escallonia myrtilloides var. Myrtilloides, Gaiadendron punctatum, Gaultheria ramosissima, Hypericum spp., Oreopanax spp., Purpurella grossa, Miconia, Cremanium, Myrsine dependens, Symplocos spp., Ternstroemia meridionalis, y el bambú Neurolepis aristata que se encuentra localmente en amplias agrupaciones.

#### Fauna
El estado del conocimiento de la fauna de la unidad biogeográfica de Santurbán es muy incipiente, sin embargo en grupos como aves se tienen referencias de trabajos realizados para la declaratoria del Páramo de Berlín y parque natural Regional Sisavita vertiente del río Carava y el río Zulia. Es evidente que la región ha sufrido un proceso de deterioro de la fauna silvestre, cuyos inicios pueden estar en pobladores prehispánicos y en el último siglo se incrementó por el crecimiento demográfico y el desarrollo agropecuario de la región, y por la fragilidad misma del ecosistema.
Entre las especies en peligro de extinción en la región se pueden citar el chirriador (Cisttothorus apollinari, Cisttothorus platensis tomae), el pato zambullidor (Podiceps andinus), el pato de páramo (Anas flavirostris), el curí (Cavia porcellus), el venado de páramo (Odocoileus virginianus), el cóndor (Vultur gryphus, especie utilizada en programas de repoblamiento).

### Geología
La composición geológica del complejo se describe,  de acuerdo con el tipo de material,  así: rocas metamórficas precámbricas (formaciones Neis de Bucaramanga y Silgará); rocas ígneas del Triásico-Jurásico (formación Santa Bárbara <cuarzomonzonita>), Páramo Rico (tonalita y granodiorita); rocas sedimentarias del Devónico (formación Floresta);  rocas sedimentarias del Carbonífero y Pérmico (formación Diamante); las rocas sedimentarias del Triásico-Jurásico  (formaciones Bocas, El Jordán y Girón); rocas cretácicas (formaciones Tambor, Rosa Blanca, La Paja, El Tablazo, La Simití, La Luna, Umir, Capacho y Colón Mito Juan); y los depósitos cuaternarios (glaciares y aluviales).
La importancia de las formaciones geológicas que se encuentran en el área del complejo Jurisdicciones–Santurbán-Berlín está dada por la dependencia de la ocurrencia, distribución y dinámica hídrica, tanto superficial como subterránea. Por otra parte también se encuentra el distrito minero de California-Vetas, que posee una considerable relevancia económica para el departamento de Santander por su riqueza predominante de filones de oro y plata, asociados con sulfuros de hierro, plomo, zinc, cobre y sulfosales o minerales de azufre no oxidado.

### Cobertura del Suelo
Clasificando la zona del páramo de Santurbán, delimitado a partir de la cota 2800 m, según su cobertura de suelo, según estudios adelantando por CORPONOR y la CDMB, se puede dividir la zona en cuatro clases: vegetación de páramo (50.3% del área), bosques andinos (27.1% del área), tierras agropecuarias mixtas y otro espacio intervenido (22.5% del área) y humedales (0.1% del área).  Las zonas intervenidas por minería se ubican principalmente en los municipios Vetas y California parte santandereana del páramo de Santurbán, reflejadas dentro de las tierras agropecuarias mixtas y otros espacios intervenidos.

#### Páramos
Esta unidad representa un 50% del área y comprende los diferentes ecosistemas y comunidades producto de la variación orográfica como lo son: a) El páramo rocoso caracterizado por fuertes pendientes al cual están asociados los humedales lacustres de origen glaciar que se ubican en su mayoría por encima de los 3600, esta unidad comprende aproximadamente 1.767 has y corresponde a los Afloramientos rocosos del sistema de Clasificación CORINE Land Cover; b) Los pajonales que comprenden las comunidades de frailejones asociadas a pajonales y chuscales, pequeñas zonas de turbera localizadas en los valles más amplios. Estos últimos corresponden a la clasificación de Herbazal denso de tierra firme no arbolado en el sistema CORINE Land Cover hailsn y tambienb es muy idicula

#### Bosques Andinos
El 27% del área está cubierta por bosques andinos, los cuales se distribuyen aproximadamente desde los 2800 m s. n. m. hasta el límite de la zona paramuna hacia los 3000 m s. n. m., en algunos casos ascienden hasta los 3400 por los valles de las quebradas. En el sistema de clasificación CORINE Land Cover corresponden a los bosques densos de tierra firme. La variabilidad del bosque en cuanto a su estructura vertical está íntimamente relacionada con el relieve, encontrándose en las zonas bajas de pendientes moderadas un bosque con árboles más desarrollados (bosques densos altos) y a medida que se asciende hacia las zonas de mayor pendiente una vegetación que gradualmente adquiere un menor porte (bosque denso bajo) hasta la zona de transición con el matorral de subpáramo.

#### Tierras agropecuarias mixtas
Representa un 23% del área cual es producto de la trasformación a que han sido sometidos los bosques andinos y el ecosistema de páramo. Los agroecosistemas denominada tierras agropecuarias mixtas agrupan coberturas antropogénicas como cultivos, pastos y rastrojos. Esta unidad corresponde a un Mosaico de Cultivos, Pastos y Espacios Naturales en el sistema CORINE Land Cover. Esta unidad constituye un mosaico de cultivos (mora, lulo, maíz), pastos (Kikuyo), alternados con rastrojos que los agricultores dejan en descanso para la rotación de cultivos. Esta zona está sujeta a frecuentes intervenciones como rocería, quema y tala de árboles.

### Aspectos socioeconómicos
El desarrollo de las actividades agrícolas y pecuarias del sector primario, conforman la base económica fundamental de los pobladores asentados en el Páramo Santurbán, por cuanto se constituyen en la fuente de generación de empleo, ingresos y provisión de bienes, suministro de servicios públicos, infraestructura y equipamientos.
El sector primario demanda el mayor número de fletes, canales de comercialización de insumos y productos agropecuarios entre pequeños productores, intermediarios y comerciantes que participan de la acumulación de excedentes del sector. Estas actividades tienen una alta dependencia de la unidad familiar, generan organización social en torno al trabajo y los rendimientos por hectárea tienen una baja productividad. Ocasionalmente se contrata mano de obra para suplir las necesidades de recolección de cosechas.
A pesar de esto, los niveles y estándares de producción están por debajo de los promedios en el contexto económico Departamental y Nacional debido a los bajos niveles de tecnología, falta de fomento financiero y difíciles condiciones de comercialización. Se estima que el 80% del total de la producción provienen de las veredas que se ubican cerca al eje vial Bucaramanga - Cúcuta, siendo de importancia económica el cultivo de la Cebolla de hoja, y los frutales por los volúmenes que comercializa los distintos municipios con las Centrales de abastos de las Ciudades de Bucaramanga y Cúcuta.
En el tema de la minería, existen varias explotaciones tradicionales o artesanales de minerales como el mármol, calizas, arcillas, oro , entre otros. Además, Empresas multinacionales están realizando exploraciones mineras de Oro y otros minerales asociados, en los municipios de Mutiscua, Cucutilla, Vetas y California, lo que ha ocasionado el descontento general de autoridades municipales y comunidades locales, por las afectaciones que se vienen ocasionando a los ecosistemas naturales y especialmente al complejo lagunar, que se viene reflejando en la desecación de las lagunas y la extinción de especies de fauna y flora. Pese a las estrategias de la Conservación, es constante la presión por parte de agentes de las compañías multinacionales, por ejemplo, la compra de predios.

### Amenazas y problemas ambientales
- Intervención humana por la colonización del páramo (tala de la vegetación, quemas controladas y crecimiento de zonas agrícolas).
- Alteración de la función de regulación hídrica por compactación de los suelos producto de la ganadería.
- Los títulos mineros vigentes amenazan con afectar los frágiles ecosistemas de páramo, los cuales sustentan la oferta hídrica de gran parte de la población de Santander
- La minería a gran escala que quiere implementar la multinacional Minesa de Emiratos Árabes Unidos, amenazando con contaminar la fuente hídrica del páramo que alimenta a más de 4 millones de colombianos.
- Incendios que se puedan presentar amenazando fauna y flora de frailejones como el del 2 de febrero de 2021, el cual consumió 800 hectáreas del páramo durante 4 días y el del 22 de enero de 2023, consumiendo 400 hectáreas de reserva natural, entre ellas 46 hectáreas de frailejones ente cultivados y nativos de más de 200 años. [8]

## Estado legal de la conservación

### Gestión legal en jurisdicción de Norte de Santander
Luego de la promulgación de la ley 94 de 1993, la gestión para definir y garantizar la conservación de los sistemas naturales, en especial los páramos y bosques altoandinos del complejo Santurbán-Almorzadero en el departamento Norte de Santander ha sido un proceso técnico, legal y de participación social desarrollado entre CORPONOR, el Ministerio de Ambiente y Desarrollo Sostenible, la Gobernación del Norte de Santander, los Municipios y las comunidades. Los antecedentes se resumen a continuación:
Mediante el acuerdo 0017 de 1999 del Consejo directivo de CORPONOR fórmula el Plan de Gestión Ambiental Regional (PGAR) y allí en la Zonificación Ambiental Territorial, los páramos se definieron como Zonas de Protección Especial; los municipios del área de Santurbán asumen la Zonificación del PGAR y definen legalmente en sus ordenamientos territoriales la condición de áreas para ser dedicadas a la protección. CORPONOR, en cumplimiento de su función como máxima autoridad ambiental y en consecuencia con las áreas delimitadas y definidas en sus usos por los municipios en sus ejercicios de Ordenamiento Territorial, agrupa las mismas, junto con las áreas ya declaradas de orden Nacional y otras áreas y ecosistemas y procesos de conservación en marcha, en ese momento y crea mediante el Acuerdo 011 del 13 de julio de 2004, del Consejo Directivo de CORPONOR, el Sistema Regional de Áreas Protegidas del Departamento Norte de Santander y de él forman parte las zonas en donde se localizan los páramos de Santurbán.
Así mismo en cumplimiento del artículo 3 del acuerdo 011 del 13 de julio de 2004 (SIRAP), se iniciaron y desarrollaron los procesos que hasta la fecha han permitido declarar el Distrito de Manejo Integrado (DMI) del páramo de Berlín (acuerdo n.º 017 de 23 de noviembre de 2007) que corresponde al complejo paramuno de Santurbán; el parque natural Regional Sisavita (acuerdo 008 del 18 de junio de 2008), que forma parte de complejo de páramos de Santurbán.  Desde el 2009 y hasta la fecha el actual proceso dirigido a declarar el parque natural Regional Santurbán-Sisavita que tendría cerca de 70 mil nuevas ha integradas al actual Parque de Sisavita y que en su conjunto forman parte integral de los páramos de Santurbán. El 21 de diciembre de 2013 mediante Acuerdo 020 del Consejo directivo de CORPONOR fue declarado el parque natural Regional Santurbán - Salazar de las Palmas, 19.088 hectáreas de Páramos y Bosques Altos Andinos en el Municipio de Salazar de las Palmas.
Finalmente cabe anotar que CORPONOR en cumplimiento de la Resolución 0769 de 5 de agosto de 2002 “Por el cual se dictan disposiciones para contribuir a la protección, conservación y sostenibilidad de los páramos”  y en aplicación de los Términos de Referencia de la resolución 0839 del 1 de junio de 2003 emanada del MAVDT, elabora y socializa, entre octubre de 2008 y mayo de 2009, el Estudio sobre el Estado Actual de los Páramos (EEAP) y el Plan de Manejo Ambiental (PMA) del complejo de páramos que cubre la denominada región de Almorzadero y Santurbán. Los mismos elaborados en escala 1:25.000,  son aprobados mediante los acuerdos de Consejo Directivo de COPONOR 037 (Santurbán) y 038 (Almorzadero)  de 2009 y en ellos se establece legamente una zonificación de usos del suelo en el que la conservación constituye el uso principal y se prohíbe la actividad minera. La zonificación obtenida y aprobada en los acuerdos 037 y 038 se constituyen en determinantes ambientales que los municipios deben incorporar en sus ajustes a sus ordenamientos territoriales.

### Gestión legal en jurisdicción de Santander
En noviembre de 2012, una propuesta de la Corporación Autónoma Regional para la Defensa de la Meseta de Bucaramanga - CDMB de incluir 10.890 hectáreas de un ecosistema de páramo, subpáramo y bosque en un parque natural regional en Santurbán, recibió concepto favorable del Instituto de Investigación de Recursos Biológicos Alexander von Humboldt. Por el acuerdo 1236 de 16 de enero de 2013 del Consejo Directivo de la Cdmb fue aprobado la creación del parque natural Páramo de Santurbán con una extensión de 11.700 hectáreas.